# Рентгеновская дефектоскопия
Рентгеновская дефектоскопия — это неразрушающий метод анализа материалов, в основном неметаллических, используя рентгеновское излучение. Используется для выявления дефектов конструкций, без их разрезания. А также для определения формы и положения неоднородных включений в природных объектах и в промышленных изделиях.

## Применение

#### В строительстве и технике
Соединение металлов сваркой не простой процесс. Могут быть пропущены дефекты сварного шва, образовавшиеся по ошибке сварщиков.
Визуального контроля в таком случае будет недостаточно для выявления скрытых проблем. Это критично на крупном производстве из-за перспективы выпустить бракованное изделие. Предназначение проведения дефектоскопии заключается в определении качества материала и конструкций с последующим сохранением их первоначального вида. Иными словами, физические методы в этом случае не применяются. Проводится с использованием дефектоскопов. В горном деле применяется, как правило, для диагностики трубопроводной арматуры и конструкций резервуарного типа, чтобы узнать, не имеется ли внутренних повреждений в сварных швах. Работы по исследованию изделий осуществляются в полевых условиях.